# Peter Mponda
Peter Mponda (* 4. September 1981) ist ein ehemaliger malawischer Fußballspieler.

## Karriere

### Verein
Peter Mponda begann seine Karriere im Jahr 1998 bei den Bakili Bullets in Malawi. Er lief in den folgenden vier Spielzeiten für die Mannschaft aus Blantyre in der TNM Super League, der höchsten malawischen Spielklasse, auf und konnte sich zu einem wichtigen Leistungsträger entwickeln. Im Jahr 2002 wechselte er nach Kanada zu den Ottawa Wizards in die Canadian Professional Soccer League. Im Jahr 2004 kehrte er wieder nach Malawi zu den Bakili Bullets zurück und verließ sein Heimatland ein Jahr später wieder, um in der simbabwischen CBZ Premier Soccer League zu spielen. Nachdem er in einer Spielzeit 31 Partien absolviert und fünf Tore erzielt hatte, ging er nach Südafrika zu den Black Leopards. Nachdem er die ersten drei Jahre mit der Mannschaft in der Premier Soccer League absolviert hatte, musste er nach der Spielzeit 2007/08 mit dem Team in die National First Division absteigen.

### Nationalmannschaft
Der Abwehrspieler debütierte im Jahr 2000 für die malawische Fußballnationalmannschaft. Während der Qualifikation zur WM 2002, 2006 und 2010 absolvierte er insgesamt 30 Länderspiele für Malawi, konnte sich dabei jedoch nicht für eine Fußball-Weltmeisterschaft qualifizieren. In der Qualifikation zur WM 2010 scheiterte er mit der Nationalmannschaft in der dritten Qualifikationsrunde gegen die Elfenbeinküste, Burkina Faso und Guinea. Er wurde für die Fußball-Afrikameisterschaft 2010, der ersten Teilnahme Malawis am Kontinentalturnier seit 1984, in den Kader der malawischen Nationalmannschaft berufen. In den drei Gruppenspielen gegen Algerien, Angola und Mali kam er jeweils von Beginn an zum Einsatz und konnte in allen drei Partien die volle Distanz durchspielen. Mponda scheiterte mit einer Bilanz von einem Sieg und zwei Niederlagen mit Malawi in der Gruppenphase der Afrikameisterschaft.